# 安地卡島運動場
安地卡島運動場（英文：Antigua Recreation Ground）是安地卡及巴布達的國家體育場，位於聖約翰斯安地卡島，被用於西印度群島板球隊以及安地卡及巴布達國家足球隊。